# Cibic
Cibic je priimek več znanih Slovencev:
- Boris Cibic (1921—2024), zdravnik kardiolog, ravnatelj Bolnice dr. Petra Držaja
- Ivan Cibic - Mirko (1924—2016), zdravnik in zdravstveni organizator
- Jasmina Cibic (*1979), umetnica performansa, instalacije in filma; živi in dela v Londonu
- Karel Just (Drago) Cibic (1890—1969), učitelj in zborovodja
- Majda Cibic Cergol (*1952), slavistka
- Milko Cibic (1909—1999), zborovodja
- Rajko Cibic (1914—2010), španski borec, častnik francoske legije